# Paul Adolph (Intendant)
Friedrich Theodor Paul Adolph (* 25. Juni 1868 in Dresden; † 23. Juni 1941 ebenda) war ein deutscher Geheimer Regierungsrat und Generalintendant des Sächsischen Staatstheaters in Dresden.

## Leben
Er war der Sohn des Dresdner Kunstmalers Gustav Adolph. Nach dem Besuch des Gymnasiums in Dresden studierte er Rechtswissenschaften und legte seine Referendar- und Assessor-Examen ab. Am 1. April 1909 wurde er zum Kollegiatsmitglied in die Generaldirektion des Königlich Sächsischen Hoftheaters berufen. Am Ersten Weltkrieg nahm er als Kriegsfreiwilliger teil und diente im 1. Ulanen-Regiment Nr. 17 in Oschatz.
Nachdem Paul Adolph elf Jahre in der Generaldirektion (u. a. zuletzt als Verwaltungsdirektor) am Sächsischen Hoftheater und anschließend in sächsischen Kultus-, Innen- und Justizministerium gewirkt hatte, wurde er nach der nationalsozialistischen „Machtergreifung“ im März 1933 Generalintendant des Sächsischen Staatstheaters. Diese Funktion hatte er bis 1935 inne.
Er starb zwei Tage vor Vollendung seines 73. Lebensjahres und wurde auf dem Trinitatisfriedhof in Dresden begraben, wo sich noch heute sein Grabmal befindet.

## Familie
Paul Adolph heiratete im Jahr 1900 Asta Auguste Charlotte von Friedberg (* 5. März 1873; † 5. August 1957), die Tochter des Juristen und Kirchenrechtlers Emil Albert von Friedberg und der Clara Minna Asta, geborenen Schleh, geschiedenen Hiersemenzel (* 23. September 1840; † 1922), vormals verheiratet mit Carl Eduard Hiersemenzel. Auch die Adolphsche Ehe wurde später geschieden. Das Paar hatte mehrere Kinder, darunter Joachim (Jochen) Adolph (* 26. Juni 1900; † 9. August 1982) und Asta Meta Florentine Adolph (* 16. Februar 1903; † 30. Mai 1984).

## Werke
- Vom Hof- zum Staatstheater, C. Heinrich, Dresden-N. 1932 (siehe auch Digitalisat der SLUB Dresden)